# Palomares del Río
Palomares del Río est une commune située dans la province de Séville de la communauté autonome d’Andalousie en Espagne.

## Géographie
Située dans la banlieue de Séville, cette ville est bornée au sud par Coria del Río, au nord par San Juan de Aznalfarache et Mairena del Aljarafe et à l'ouest par Almensilla.

## Histoire
Les terres de Palomares del Río eurent pour premiers habitants les Romains et les Arabes, comme le démontrent des découvertes archéologiques comme les bains arabes. Selon certains écrits, le premier nom de la localité fut Columbaria ou Colomera qui signifie "colombes" ("Palomares" en espagnol). Les musulmans l'appelèrent Rauz qui se traduit par "jardin". L'actuelle dénomination provient du temps d'Alphonse X de Castille. La ville arriva à se développer à partir du XVIe siècle grâce à sa localisation près du fleuve Guadalquivir.
Le noyau urbain de la commune se trouve près du croisement du Guadalquivir et du Río Pudio. Les caractéristiques terrain ont empêché sa croissance vers le nord.
Les premières constructions furent la hacienda (grande exploitation agricole) de Cordoue et l'église (antérieure au XIVe siècle), dont les fondations reposent sur l'ancien noyau arabe, et la hacienda Las Cadenas (du XIVe siècle) construite à proximité des routes menant à Coria del Río, Séville et Almensilla. Aux XVIIe siècle et XVIIIe siècle, six nouvelles haciendas furent construites autour de l'église.
Au début du XXe siècle, l'agglomération se développa autour des routes menant à San Juan de Aznalfarache, Mairena del Aljarafe, Almensilla, Coria del Río  et Gelves.

## Administration
| Période                                  | Période | Identité | Étiquette | Qualité |
| ---------------------------------------- | ------- | -------- | --------- | ------- |
| N/A                                      | N/A     | N/A      | N/A       | Maire   |
| Les données manquantes sont à compléter. |         |          |           |         |

## Sources
- (es) Cet article est partiellement ou en totalité issu de l’article de Wikipédia en espagnol intitulé « Palomares del Río » (voir la liste des auteurs).